# Матеуш, Мануэл Жозе
Мануэл Жозе Матеуш (1966 — 5 марта 2024, Луанда) — ангольский шахматист, международный мастер (1987).
В составе сборной Анголы участник 6-и Олимпиад (1984—1992, 1996).
Умер рано утром 5 марта 2024 года в Луанде из-за болезни.